# Сироткин, Юрий Александрович
 Ю́рий Алекса́ндрович Сиро́ткин  (1937 — 2 июля 2020, Москва) — заслуженный мастер спорта СССР (1962), заслуженный тренер СССР по авиамодельному спорту.
Выступал в следующих категориях согласно классификации ФАИ: пилотажные кордовые модели F2B, гоночные кордовые модели F2C и кордовые модели-копии F4B.

## Биография
Началом спортивной карьеры спортсмена стал 1951 год. 14-летний Юра впервые пришёл в авиамодельный кружок при Доме пионеров и школьников Ленинградского района г. Москвы и начал регулярно посещать занятия, где он осваивал азы авиамодельного спорта.
В 1954 году поступил в Московский авиационный институт имени С. Орджоникидзе; первокурсником стал заниматься классом пилотажных кордовых моделей F2B (по классификации ФАИ). При этом параллельно осваивал и другой класс моделей — класс кордовых гоночных моделей. Спустя семь лет с момента начала занятий авиамодельным спортом, в 1958 году, Юрию Сироткину, который в то время был студентом четвёртого курса МАИ, было присвоено звание мастера спорта СССР.
В 1960 году окончил МАИ и поступил на работу в Московский институт технической кибернетики на должность ведущего инженера.
В 1962 году Киеве на Днепре) состоялся чемпионат мира по авиамодельному спорту (кордовые модели). Сироткин выступал в качестве пилота в одном экипаже с спортсменом Борисом Шкурским (механик) в классе гоночных кордовых моделей F2C. Экипаж Сироткин — Шкурский показал лучшее время на дистанции 10 км: 4 минуты 38 секунд и занял первое место. В командном первенстве чемпионами также стали спортсмены из СССР. Золотая медаль за победу в командном первенстве стала второй наградой Юрия Сироткина на тех соревнованиях.
Третью золотую медаль чемпиона мира Сироткин получил за победу на чемпионате мира по авиамодельному спорту 1964 года в Венгрии в классе пилотажных кордовых моделей F2B.
В последующие годы Юрий Сироткин был тренером сборной команды СССР по авиамодельному спорту.
Скончался 2 июля 2020 года в Москве, похоронен на Востряковском кладбище.